# Musée du verre de Corning

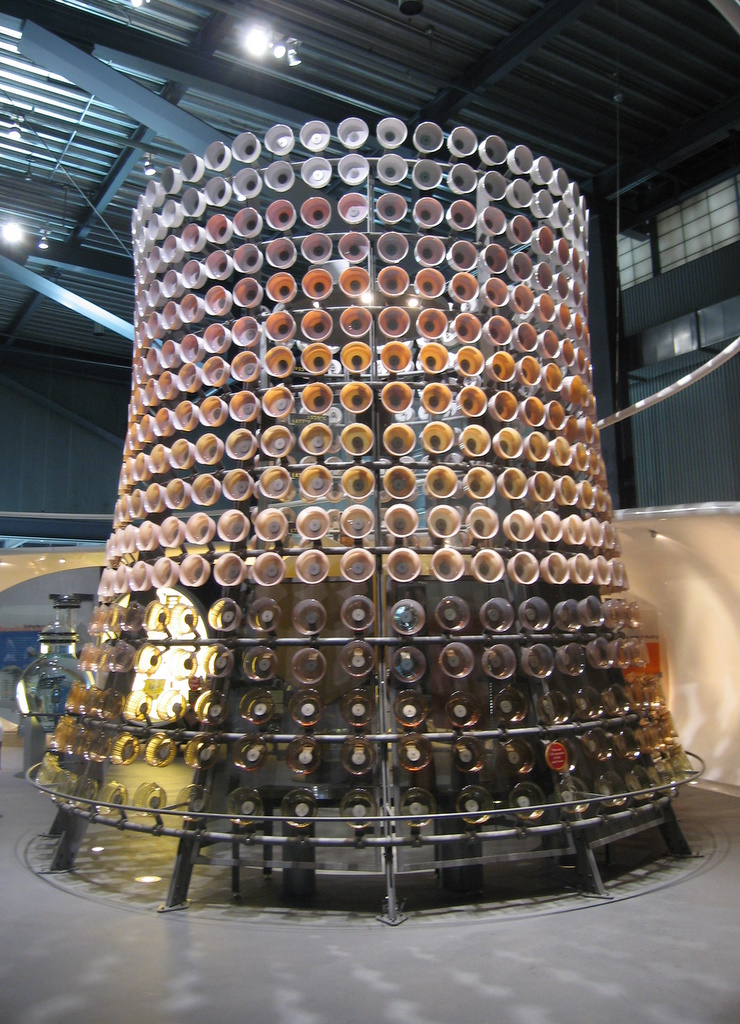
Tour de verre au musée du verre de Corning

Le musée du verre de Corning (en anglais, Corning Museum of Glass) est un musée entièrement consacré au verre. Il est situé à Corning (État de New York), où se trouve établie l'entreprise de verrerie Corning.

## Présentation
Le musée du verre de Corning est situé dans la région des Finger Lakes, au cœur du plus important centre verrier des États-Unis : c'est une institution éducative, destinée à la préservation et à l'exposition de l'art du verre, à son histoire et à sa technologie.
L'édifice est conçu par Gunnar Birkerts.
Le musée abrite la collection la plus complète au monde d'objets de verre : plus de 45 000 pièces, couvrant les 3 500 ans de l'histoire du verre.
La collection d'œuvres d'art contemporain du musée comprend des pièces d'artistes importants tels que Dale Chihuly, Ginny Ruffner, Klaus Moje, Karen LaMonte, Bruno Pedrosa, Libenský / Brychtová, et Josiah McElheny.
Ce musée est également un hommage au maître verrier Frederick Carder, qui a fondé en 1903, la Steuben Glass Works (en), de Corning,.
Les visiteurs peuvent aussi explorer la science et la technologie du verre dans un espace d'exposition vivante, avec des démonstrations de fabrication du verre et même s'essayer au travail du verre à la main dans de petits ateliers spécialement aménagés.